# Batalla de Tapsos
La batalla de Tapsos va tenir lloc el 6 d'abril de l'any 46 aC a la rodalia de Tapsos, (modern Ras Dimasse, Tunísia). En aquest enfrontament armat hi van intervenir els exèrcits de la facció conservadora republicana del Senat (els optimats), dirigits per Marc Porci Cató i Quint Cecili Metel Escipió, contra les tropes de Juli Cèsar, que es va alçar vencedor en aquesta batalla. Amb aquesta victòria, Cèsar va acabar amb tota resistència a l'Àfrica, fent més propera la victòria en la Guerra civil i el poder absolut.

## Preludi
Un cop creuat el riu Rubicó l'any 49 aC, Cèsar va iniciar la Segona guerra civil romana, desafiant les ordres del Senat de llicenciar als seus homes. Va envair ràpidament Itàlia i Roma, obligant als Republicans conservadors a fugir cap a Grècia sota el comandament de Pompeu. La facció dels Populares, que liderava Cèsar, va ser derrotada en la Batalla de Dirràquium, però van seguir endavant i van aconseguir una decisiva victòria sobre els Optimats a la batalla de Farsàlia l'any 48 aC. Pompeu va morir assassinat, però els conservadors no van considerar la guerra perduda i es van refugiar a les províncies africanes per reorganitzar la resistència. Els seus caps eren Marc Porci Cató, el Jove, i Quint Cecili Metel Escipió. Altres figures importants entre els conservadors eren Tit Labiè, Publi Ati Var, Luci Afrani, Marc Petrei i els germans Sext i Gneu Pompeu (fills de Pompeu). El rei Juba I de Numídia era el seu aliat local.
Un cop pacificades les províncies de l'est i després d'una breu visita a Roma, Cèsar va perseguir als seus enemics fins a Àfrica, desembarcant a Hadrumetum (actual Sussa, Tunísia) el 28 de desembre de l'any 47 aC.
Els conservadors van reunir les seves forces a gran velocitat, amb 40.000 homes (unes 10 legions), una poderosa cavalleria dirigida per Tit Labiè (mà dreta de Cèsar durant les campanyes a la Gàl·lia, les forces aliades de Juba I i 60 elefants de guerra. Aviat començaren a produir-se petites batusses entre els dos exèrcits, que mesuraven les seves forces mentre Cèsar esperava reforços des de Sicília. Durant aquest temps, dues legions dels conservadors van desertar i es van passar al bàndol popular.
A principis de febrer, Cèsar va arribar a la ciutat optimat de Tapsos, posant-hi setge amb tres fileres de fortificacions. Els conservadors, sota el comandament de Metel Escipió, no podien permetre's perdre la ciutat i es van veure obligats a entaular batalla.

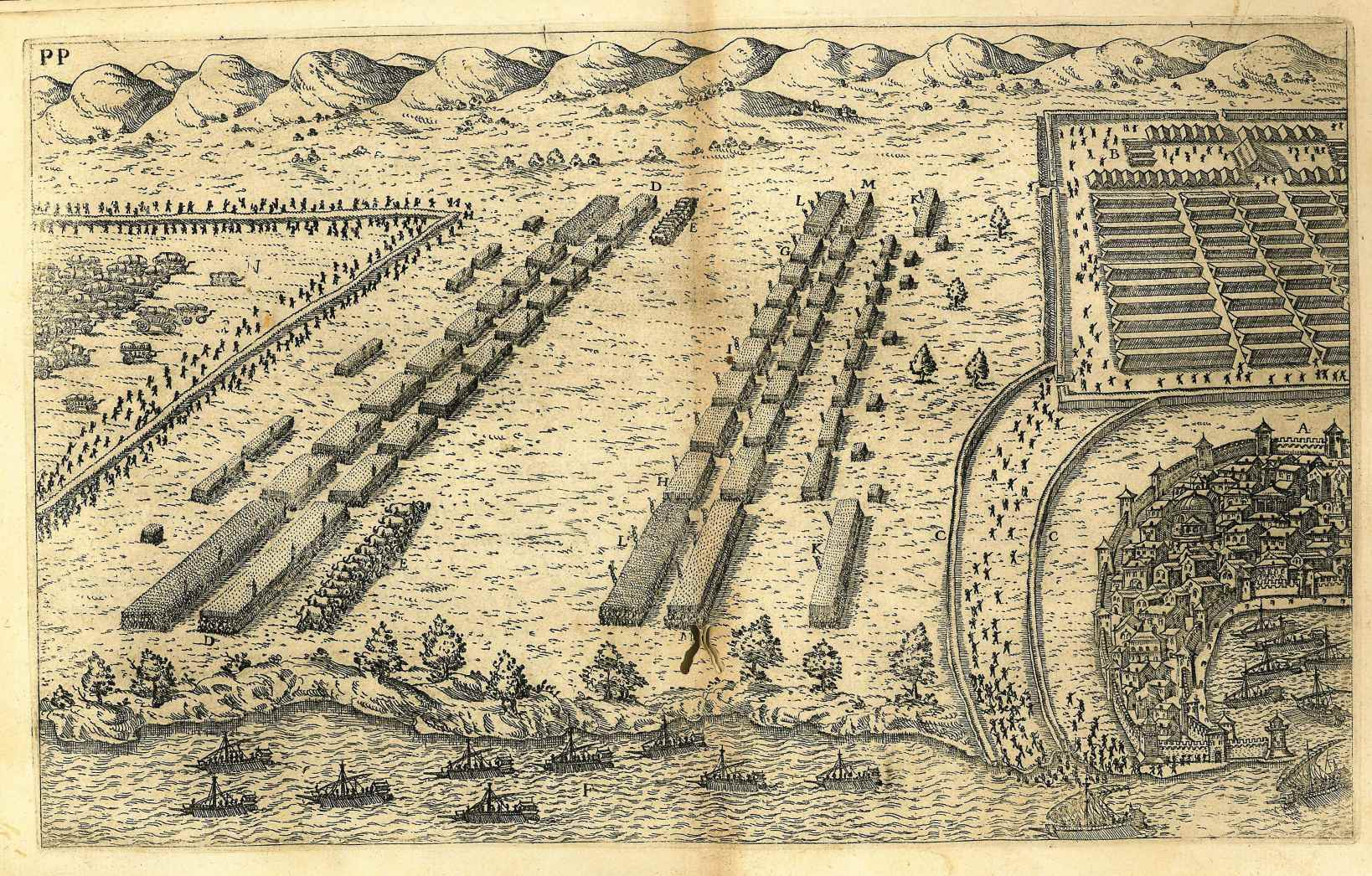
Formació de les tropes abans de la batalla

## Batalla
L'exèrcit d'Escipió va rodejar Tapsos intentant apropar-se a la ciutat pel nord. Els conservadors van presentar una formació tancada, flanquejats per la cavalleria i els elefants. Cèsar va respondre amb una de les formacions que més utilitzava, amb ell mateix dirigint l'ala dreta i amb la cavalleria i els arquers a les bandes. Davant de l'amenaça dels elefants, va reforçar cada ala de cavalleria amb 5 cohorts d'infanteria i uns 1.400 arquers i foners.
Més tard, el mateix Cèsar escriuria sobre l'absoluta confiança en la victòria, gairebé fanàtica, que professaven els seus soldats. Just després de l'arenga que el general va donar a les seves tropes, l'entusiasme era de tal magnitud que els legionaris van començar a demanar-li a crits que donés l'ordre d'atacar. Cèsar, de peu vora el seu cavall a la rereguarda, dubtava. Els centurions, encarant als legionaris, esperaven quiets i atents a qualsevol senyal de Cèsar, alguns fins i tot amb problemes per mantenir la formació i impedir que els legionaris iniciessin l'avanç. De sobte, des de l'ala dreta i sense seguir cap ordre, un corn va donar l'ordre d'atac general. Els centurions van dirigir una darrera mirada desesperada cap al seu general, amb la certesa que ja no podrien contenir els soldats i Cèsar, interpretant-ho com un senyal dels déus, es va limitar a muntar a lloms del seu cavall i exclamar "Felicitas", que volia dir "Bona Sort", confirmant l'atac.
Els arquers de Cèsar van fer caure una pluja de fletxes sobre els elefants, que espantats, es van regirar contra les seves mateixes tropes. A l'ala esquerra, els elefants van aconseguir carregar contra el centre de les tropes de Cèsar, on es trobava la Legió V Alaudae. Aquesta va resistir la càrrega dels elefants amb tanta valentia que posteriorment van rebre un elefant com emblema de la legió. Perduts els elefants, Metel Escipió va començar a perdre terreny. La cavalleria de Cèsar era superior en nombre, forçant a l'enemic a fugir. Les tropes aliades del rei Juba, veient el caire de la batalla, van abandonar el camp de batalla sense intervenir-hi i la sort va quedar decidida.
Aproximadament uns 10.000 soldats enemics, incloent-hi Metel Escipió, van intentar rendir-se, però no hi hagué pietat i les tropes de Cèsar els van massacrar i matar. Això era un fet poc usual en el comportament de Cèsar, que tenia per costum ser bastant respectuós amb els vençuts i perdonar-los. Algunes fonts afirmen que durant la batalla Cèsar va patir un atac epilèptic i que no era del tot conscient quan aquesta va acabar.

## Fets posteriors
Cèsar va reprendre el setge de Tapsos, que finalment cauria. Llavors va seguir fins a Útica, on es trobava Cató el Jove, que en saber les notícies de la derrota, es va suïcidar.
La batalla va portar doncs la pau a l'Àfrica i Cèsar va tornar a Roma el 25 de juliol d'aquell mateix any. Malgrat tot, Tit Labiè i els germans Pompeu havien fugit fins a les províncies d'Hispània, on aviat es produiria la batalla de Munda.